# 1813 aux échecs
| Années des échecs : 1810 - 1811 - 1812 - 1813 - 1814 - 1815 - 1816    |
| Décennies des échecs : 1780 - 1790 - 1800 - 1810 - 1820 - 1830 - 1840 |

Cet article présente les faits marquants de l'année 1813 aux échecs.

## Événements majeurs
- 9 juillet : Début de la publication d’une colonne réservée au jeu d’échecs dans l’hebdomadaire Liverpool Mercury, tenue par Egerton Smith, également fondateur du journal. Elle durera un peu plus d’un an[1].
- Création de clubs d’échecs à Philadelphie, à Dublin [1].

## Divers
- J.F.W. Kochpublie ‘’Codex der Schachspielkunst’’ à Magdebourg[1].
- Jacob Sarratt publie les travaux de Pedro Damiano, Ruy Lopez et Salvio[1].

## Naissances
- Carl Jaenisch, un des plus forts joueurs de son époque[1].
- 23 août : Thomas Avery, président du club d’échecs de Birmingham (Birmingham Chess Club) [1].